# ملكة جمال أمريكا 2002
مسابقة ملكة جمال أمريكا 2002 ، هي مسابقة ملكة جمال أمريكا الخامسة والسبعين ، تم بث مسابقة على الهواء مباشرة من قاعة في أتلانتيك سيتي ، نيو جيرسي يوم السبت ، 22 سبتمبر 2001 على شبكة أيه بي سي. فازت المسابقة كاتي هارمان من ولاية أوريغون ، وهي أول امرأة تمثل تلك الولاية التي تتولى التاج.

## النتائج

### المراكز النهائية
| النتائج النهائية      | اسم المتنافسة |
| --------------------- | --- |
| ملكة جمال أمريكا 2002 | - أوريغون - كاتي هارمان |
| الوصيفة الأولى        | - ماساتشوستس - أبي رابين |
| الوصيفة الثانية       | - تينيسي - ستيفاني كولبرسون |
| الوصيفة الثالثة       | - مقاطعة كولومبيا - مارشون إيفانز |
| الوصيفة الرابعة       | - نيويورك - أندريا بلامر |
| أفضل 10               | - أركنساس - جيسي وارد - فلوريدا - كيلي غاوديت - ميشيغان - ستايسي ايسباغرس - يوتا - جاكلين هانت - فرجينيا الغربية - داناي ديماسي |
| أفضل 20               | - كاليفورنيا - ستيفاني بالدوين ‏ - إنديانا - أليسون هاتشر - ماريلاند - كيلي غلوريوسو - ميسيسيبي - بيكي برويت - ميزوري - جنيفر آن هوفر - نبراسكا - كريستينا فوهلينغر - أوكلاهوما - كاسي هاندلي - بنسيلفانيا - روزالين مينون - كارولاينا الجنوبية - جينا راني - تكساس - ستايسي جيمس |